# Caliscelidae
Caliscelidae är en familj av insekter som beskrevs av Charles Jean-Baptiste Amyot och Jean Guillaume Audinet Serville 1834. Enligt Catalogue of Life ingår Caliscelidae i överfamiljen Fulgoroidea, ordningen halvvingar, klassen egentliga insekter, fylumet leddjur och riket djur, men enligt Dyntaxa är tillhörigheten istället ordningen halvvingar, klassen egentliga insekter, fylumet leddjur och riket djur. Enligt Catalogue of Life omfattar familjen Caliscelidae 175 arter.

## Bildgalleri

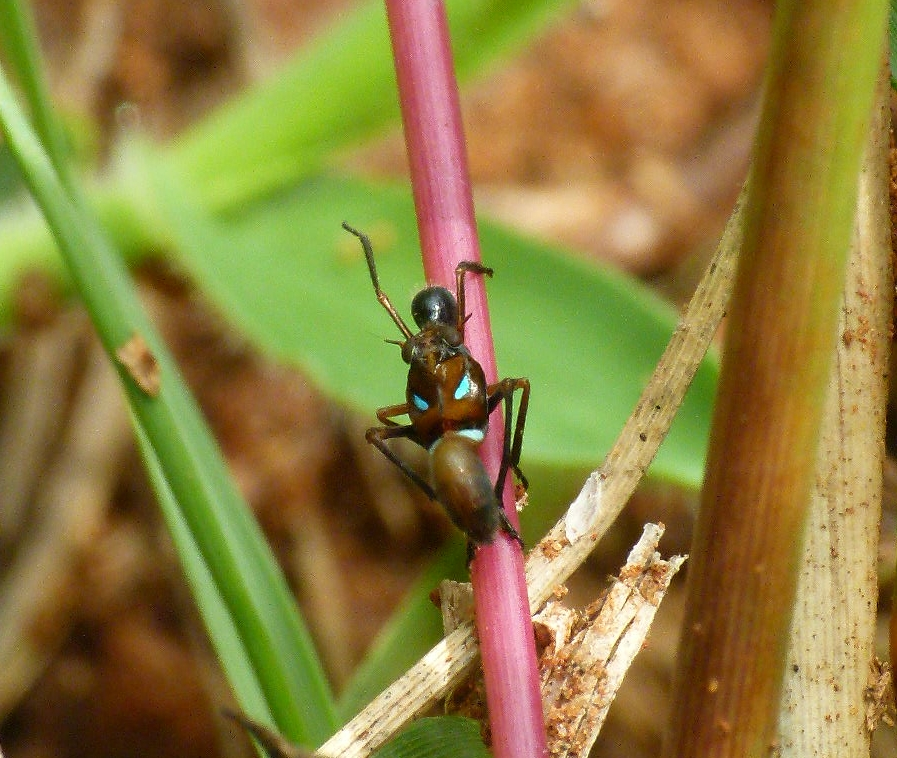
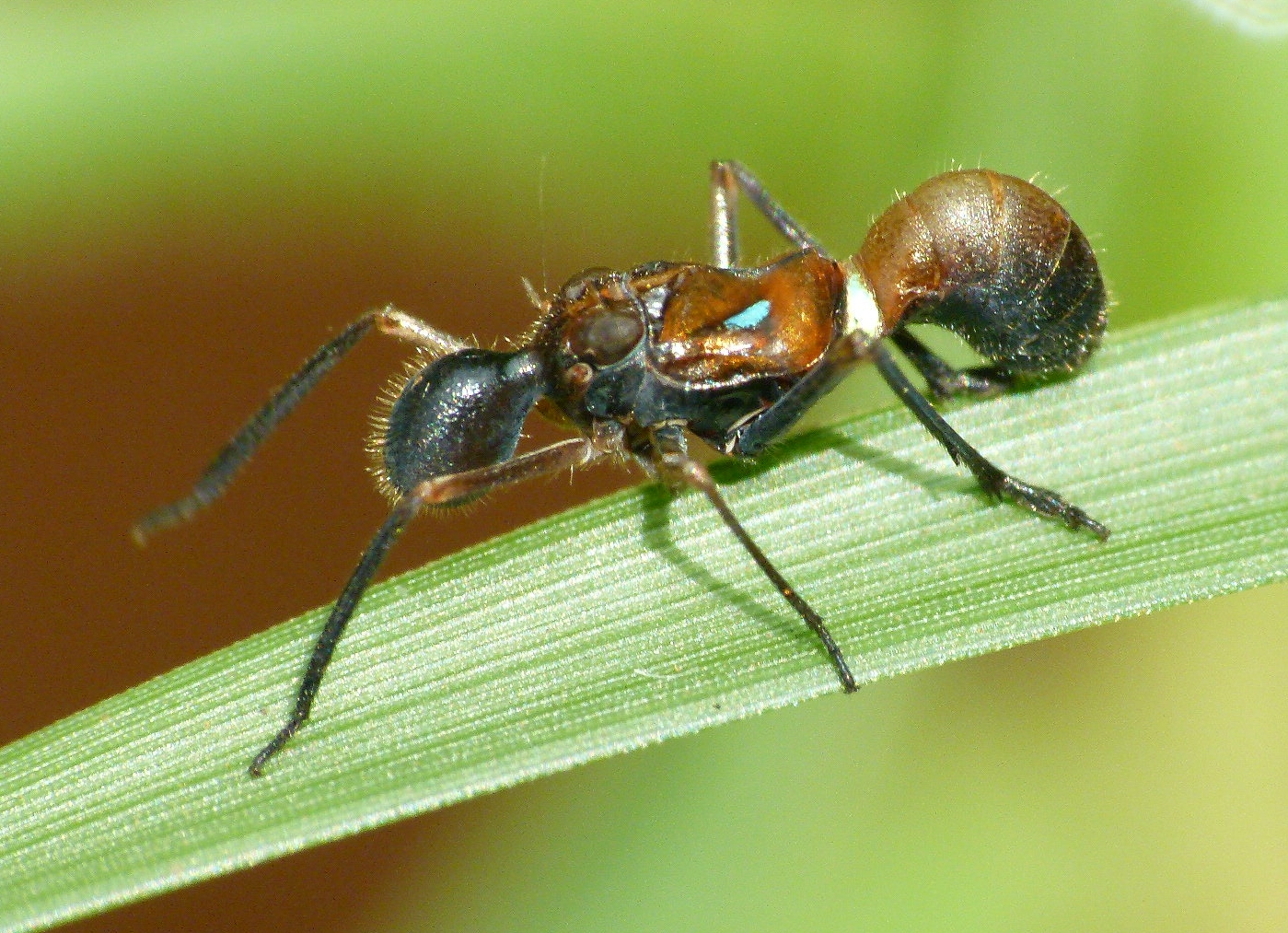
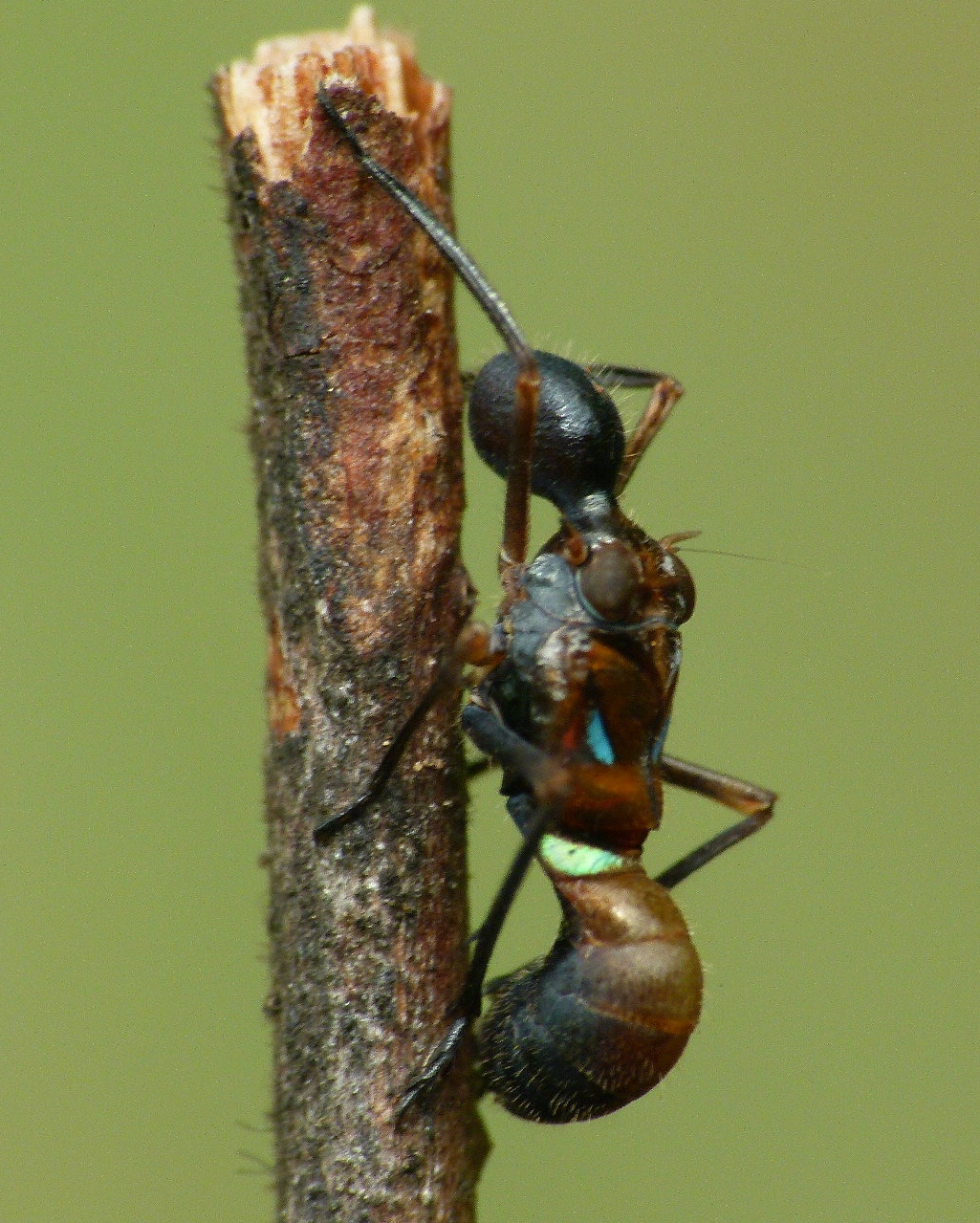
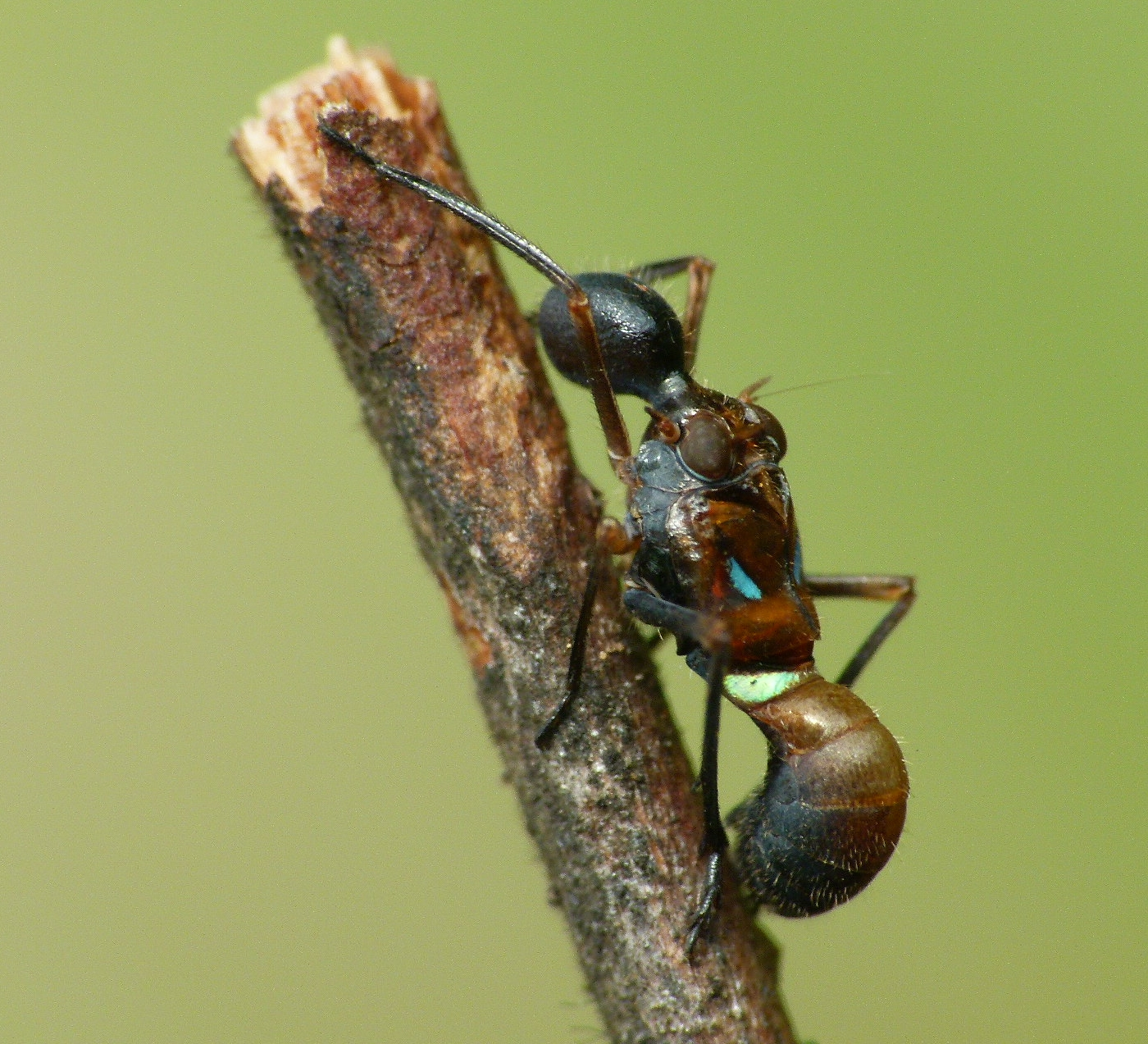
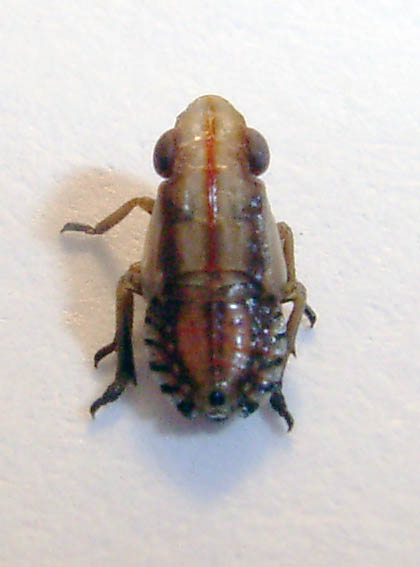
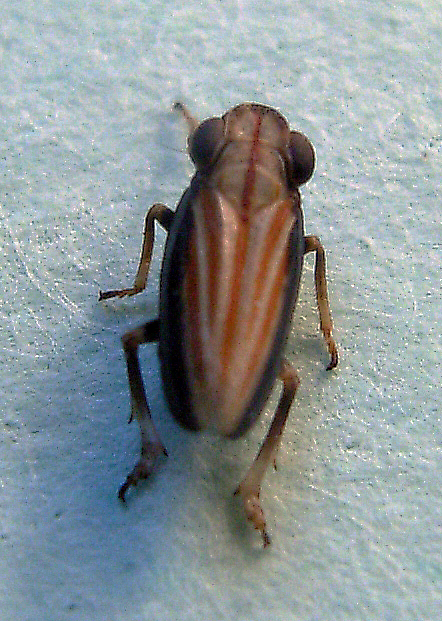
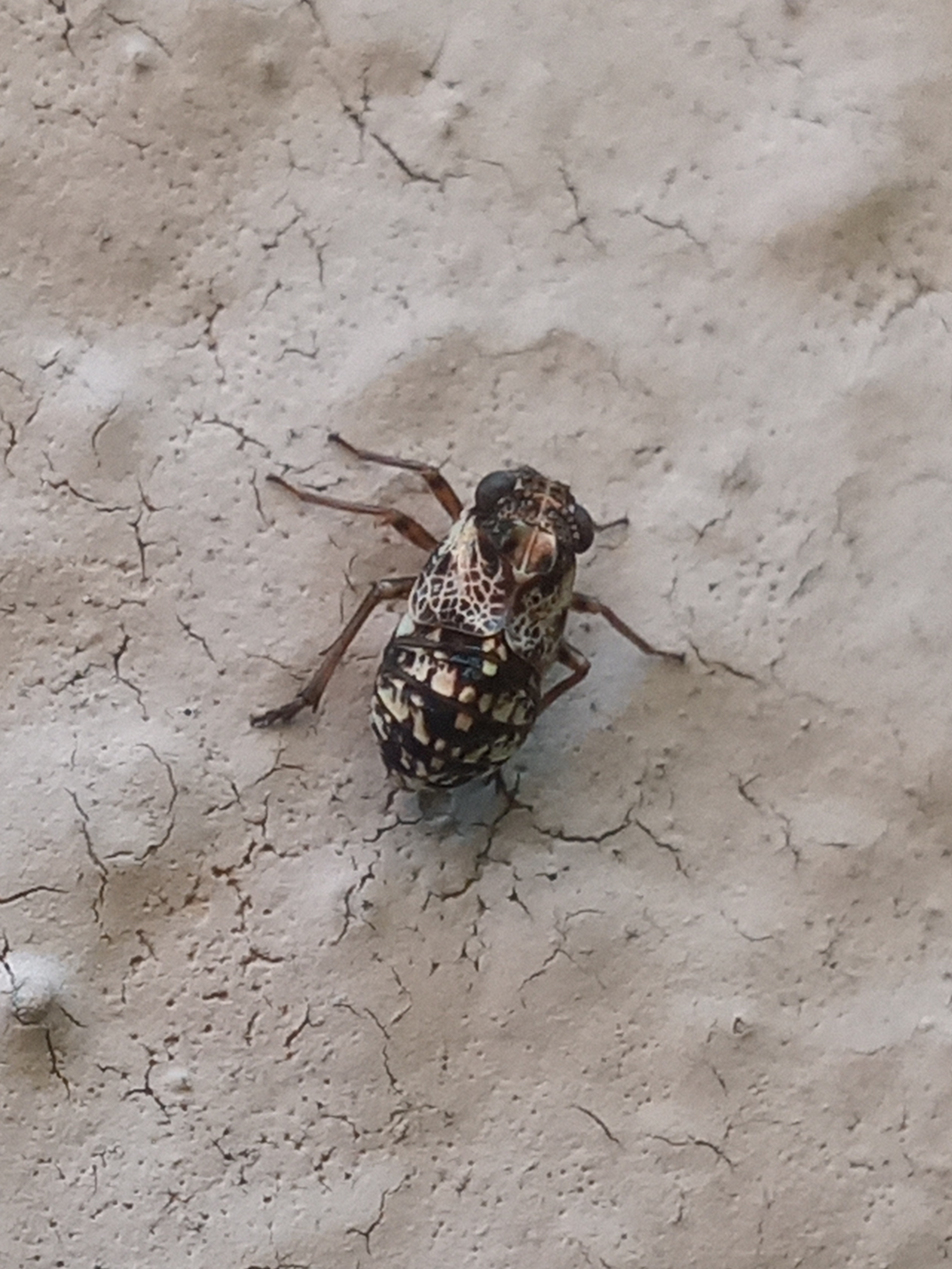

## Dottertaxa till Caliscelidae, i alfabetisk ordning[1][2]
- Acromega
- Adenissus
- Afronaso
- Ahomocnemiella
- Aphelonema
- Asarcopus
- Augila
- Augilina
- Augilodes
- Bergrothora
- Bocra
- Bruchomorpha
- Bruchoscelis
- Calampocus
- Caliscelis
- Ceragra
- Chirodisca
- Cicimora
- Coinquenda
- Concepcionella
- Distantina
- Fitchiella
- Gelastissus
- Griphissus
- Gwurra
- Homaloplasis
- Homocnemia
- Itatiayana
- Mushya
- Myrmissus
- Nenasa
- Nenema
- Nubianus
- Ohausiella
- Ommatidiotus
- Ordalonema
- Papagona
- Paranaso
- Patamadaga
- Perissana
- Phusta
- Plagiopsis
- Plagiopsola
- Populonia
- Pterilia
- Pterygoma
- Rhinogaster
- Rhinoploeus
- Savanopulex
- Semiperipola
- Signoreta
- Sphenax
- Symplanella
- Symplanodes
- Tubilustrium
- Ugandana